# Tetractenion
Tetractenion är ett släkte av steklar. Tetractenion ingår i familjen brokparasitsteklar.
Kladogram enligt Catalogue of Life:
| Tetractenion | \| \| Tetractenion acaule \| \| \| \| \| \| Tetractenion luteum \| \| \| \| |
|              | \| \| Tetractenion acaule \| \| \| \| \| \| Tetractenion luteum \| \| \| \| |
|              | Tetractenion acaule                                                         |
|              |                                                                             |
|              | Tetractenion luteum                                                         |
|              |                                                                             |